# 他她他
《他她他》（英語：3 Peas in a Pod）是2013年由莊米雪執導的一部愛情片，由辰亦儒
、亞歷山大·李·尤西比奧、柳勝美主演。于澳洲取景，上映時間為2013年11月14日。2014年1月16日在馬來西亞上映。
《他她他》是一部關於友情和愛情的故事。 三名在澳洲念書的大學生（新加坡的 Penny，台灣的 Perry 和韓國的 Peter）是形影不離的朋友，在澳洲一起度過四年的大學時光。在他們畢業回到各自的國家開始工作生涯之前，他們決定來趟自駕旅行。誰都沒想到，他們這趟畢業自駕旅行改變了他們的一生。

## 演员表

### 主要演員
| 演員                 | 角色  | 備註 |
| 辰亦儒               | Perry | 來自台灣。家境貧困、個性文靜、非常孝順的男生，因學業成績出色，獲得獎學金到澳大利亞留學，在國外半工半讀。 |
| 柳勝美               | Penny | 經典的新加坡女生，成績不是很理想。為了喜歡的人，她什麼都願意做。這個故事是以她的角度敘述的。             |
| 亞歷山大·李·尤西比奧 | Peter | 韓國酒店大亨的兒子，富二代。以自我為中心，常陷入情緒低谷。                                               |

### 客串演員
| 演員   | 角色   | 備註 |
| 李腾   | 攝影師 |      |
| 陳禕倫 | 模特兒 |      |

## 制作
莊米雪170萬拍攝新片《他她他》，6位數邀辰亦儒及韓星Alexander擔任男主角。并于2013年1月19日及20日，在本地舉行試鏡，尋找一张新臉孔擔任女主角。并希望《他她他》能打入更多市場，包括台灣、韓國、印度尼西亞及澳大利亞。